# Aleppo
Aleppo (arabiska: حَلَب, Ḥalab; franska: Alep; kurdiska: Heleb; armeniska: Հալեպ, Halep; turkiska: Halep) är en stad i norra Syrien och den administrativa huvudorten för Aleppoprovinsen. Den var med sina 2,1 miljoner invånare landets folkrikaste stad 2004 (vid den senast genomförda folkräkningen), men efter ett decennium av det syriska inbördeskriget har Damaskus växt om i storlek.
Staden har en lång historia och var känd som en viktig handelsstad redan under det andra årtusendet f.Kr. År 1986 utnämndes den gamla stadskärnan i Aleppo av Unesco till ett världsarv, vilket under 2010-talet skadats svårt av striderna under.

## Historia

### Bakgrund
Staden Aleppo har en lång historia, och den har varit ett omtvistat "stridsäpple", som genom seklen ofta bytt härskare. Dess strategiska position längs med handelslederna mellan Medelhavet och (Mesopotamien) bidrog till intresset, och den var belägen vid den västra ändan av Sidenvägen.
Aleppo sägs vara grundlagd som stad av fenicierna, men orten beräknas ha varit befolkad löpande sedan cirka 4 300 f.Kr. Rester efter den tidigaste kända befolkningen i området dateras till cirka 11 000 f.Kr.

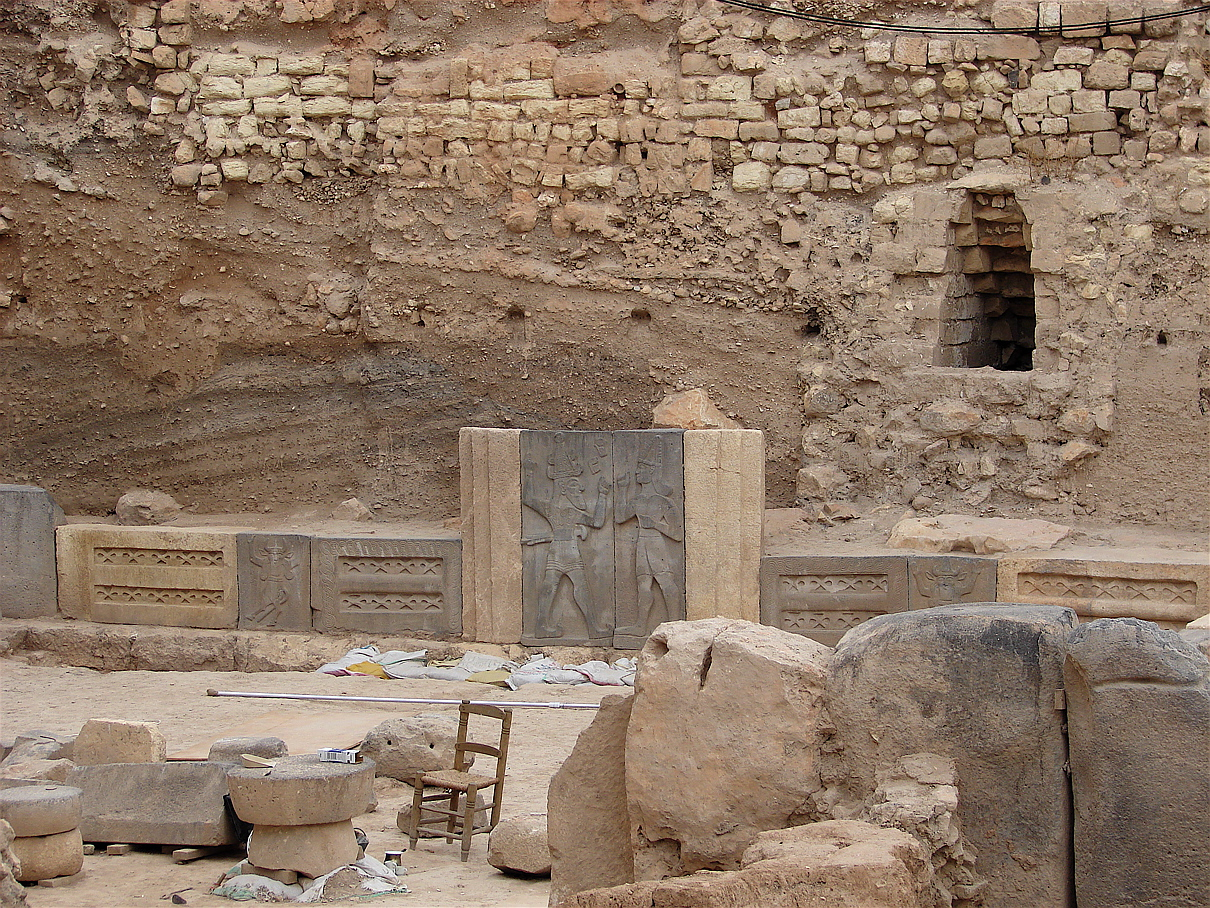
Det forntida Hadadtemplet har grävts ut vid/under Aleppos citadell.

Staden Aleppo nämns i nästan 5 000 år gamla kilskriftsinskriptioner som en ort med betydelse för handeln och av militär vikt. Den beskrevs även i egyptiska texter från cirka 2000 f.Kr. Staden var under det andra årtusendet f.Kr. känd under namnet Halab. Den var huvudstad i det amoritiska kungariket Yamkhad fram till 1700-talet f.Kr., då hettiterna erövrade staden.

### Från senantiken till 1900-talet
Seleukos Nikator kallade senare staden Beroea, men sedan araberna år 636 (alternativt 634) erövrat området, återfick det sitt förra namn. Det Bysantinska riket återerövrade staden 969, bara för att 998 förlora det till de invaderande seldjukerna, som fram till 1117 gjorde staden till mittpunkten i ett sultanat.
Staden hemsöktes två gånger av mongolerna, 1260 och 1400. Därefter tog de egyptiska mamlukerna över kontrollen av Aleppo, innan staden 1516 införlivades med det Osmanska riket och gjordes till centrum för sin egen provins; därmed hamnade hela Syrien för 400 år framåt under turkiskt styre. Före upptäckten av sjövägen till Indien var Aleppo Syriens viktigaste handelsort och viktigaste förmedlare av européernas handel med Indien.
Under 1800-talet drabbades staden av både ett kolerautbrott och en jordbävning. Suezkanalens öppnande 1869 ledde till förändrade handelsvägar, vilket minskade Aleppos roll som knutpunkt för handeln mellan Europa och Asien. Redan i slutet av 1700-talet började stadens roll för den internationella handeln att klinga av.
De statsgränser som Frankrike och Storbritannien drev fram efter första världskriget skar av Aleppos kommunikationer mot nordväst (Antakya och Iskanderun), norrut (mot Turkiet) och österut (mot Irak). Detta kompenserades dock delvis genom den tekniska utvecklingen; 1909 knöts Aleppo samman med Homs och den libanesiska hamnstaden Tripoli genom en nybyggd järnvägslinje. Senare byggdes även järnväg till Turkiet och Irak.
Efter andra världskriget och Syriens bildande som egen stat utvecklades Aleppo till landets dominerade industricentrum. Befolkningen ökade under resten av 1900-talet från cirka 300 000 till över 2 miljoner.

### 2000-talet
Staden räknas traditionellt som den största staden i Syrien, större än huvudstaden Damaskus. Aleppo har dock drabbats hårt av striderna under det pågående inbördeskriget. Staden klarade sig från oroligheter orsakade av Arabiska våren fram till 2012, efter att syriska regeringen förbjudit demonstrationer i de centrala delarna av staden.

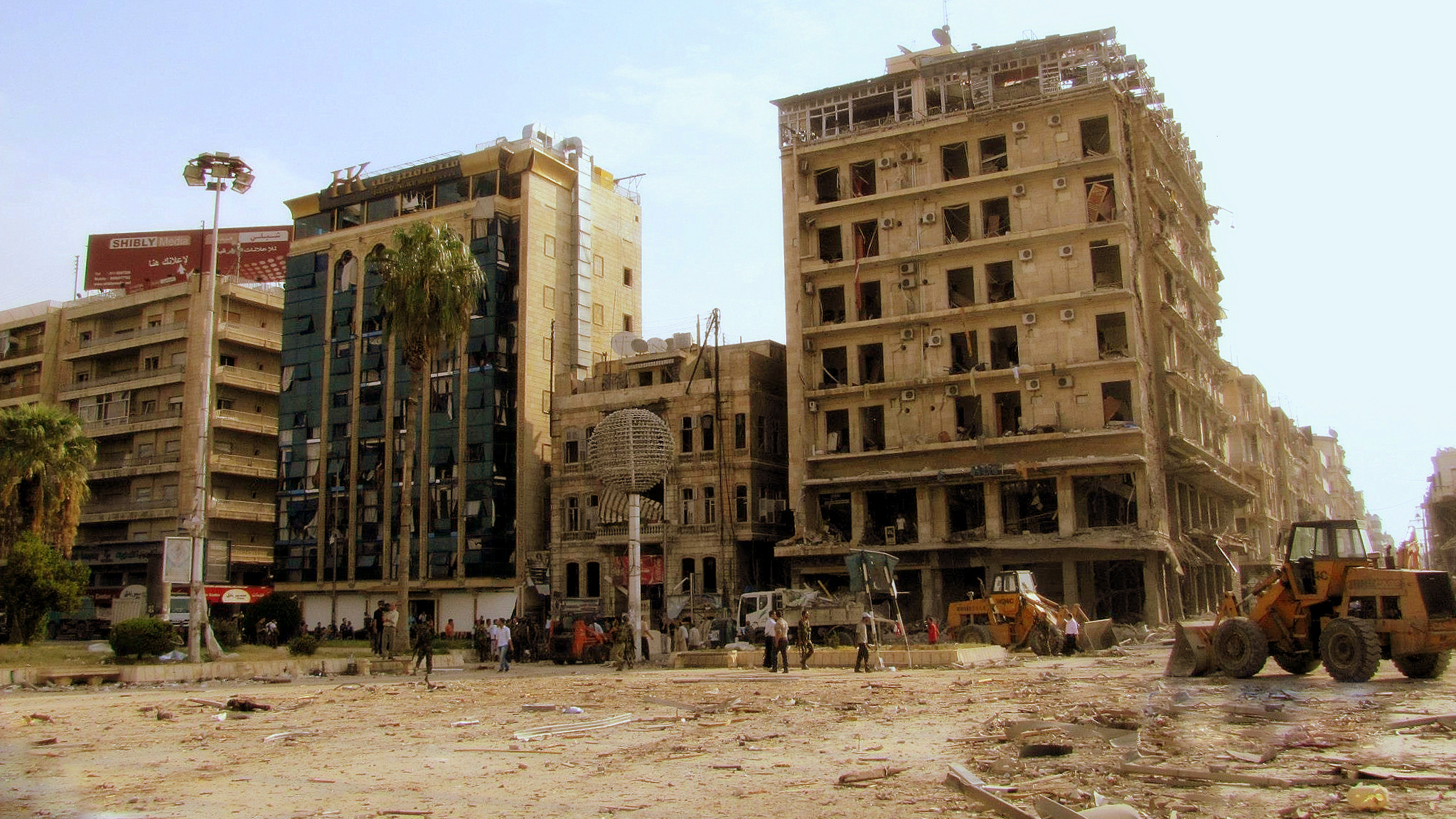
Saadalah al-Jabiri-torget efter strider i staden 2012, under syriska inbördeskriget.

Den syriska oppositionen angrep dock i juli 2012 (regeringsarméns stödjepunkter i) staden och tog då oväntat snabbt kontroll över två tredjedelar av Aleppo. Under 2014 erövrade terrorgruppen Islamska staten stora områden öster om staden, vilket komplicerade livet för stadsborna ytterligare.
Under 2016 var den rebellkontrollerade östra stadshalvan tidvis under belägring och omringad av regeringsstyrkor. Denna belägring hävdes dock senare under sommaren samma år, och hårda strider bröt sedan ut i den sydvästra delen av staden ända till slagets slut i slutet av året. Även det regeringskontrollerade området i staden var till största delen omgivet av fientligt territorium, inklusive den kurdiska enklaven i norra Aleppo.
På senhösten 2016 återtog Assad-regimen resten av Aleppo, efter hårda strider och stöd från Iran, Ryssland och shiamilis.

## Geografi
Aleppo ligger i den syriska provinsen med samma namn. Staden är omgiven av en i stort sett trädlös slätt, och området har medelhavsklimat. Staden är belägen mellan Medelhavet och Eufrats dalgång.

## Ekonomi
Aleppo har genom historien varit ett viktigt handelscentrum. Industri och turism var – fram till inbördeskrigets utbrott – växande näringar; Aleppo har varit Syriens viktigaste industristad, med produktion av bland annat textilier, elektronik, livsmedel och kemikalier. Bland de kvarvarande hantverksnäringarna kan nämnas tillverkning av tvål.

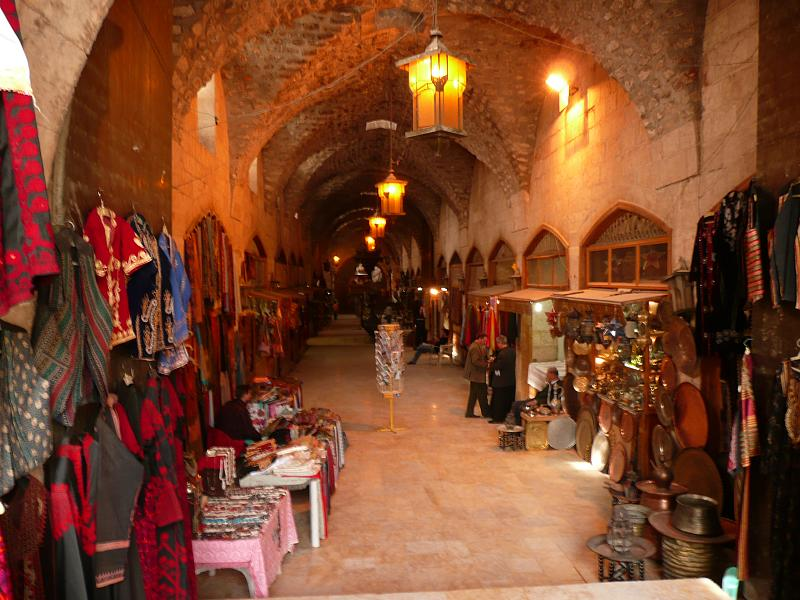
Khan al-Shouneh-souken, med anor från 1546 (foto: 2008).

Som en följd av inbördeskriget har stora delar av infrastrukturen raserats i staden. Främst har de oppositionskontrollerade östra stadsdelarna drabbats, på grund av beskjutning, bombningar och svårigheter att förse staden med förnödenheter. Förstörelsen i den västra halvan av staden kommer främst från nedslag av lätta artilleripjäser, medan väsentligt mer omfattande bombräder dagligen drabbar den östra stadshalvan.
Den östra delen av staden har också till stora delar avfolkats, med de tidigare invånarna förvandlade till flyktingar inom eller utom landet. I samband med att kriget kom till staden, stängdes de flesta industrierna, och de välbärgade lämnade staden. Sedan flyttade livsmedelshandeln till de delar av staden som fortfarande var någorlunda säkra.
På grund av den svåra bränslebristen har områdets parker rensats på träd och annat virke (inklusive skolbänkar) förvandlats till bränsle för husuppvärmning. De långvariga striderna och dess konsekvenser för en strandsatt befolkning har lett till jämförelser med Leningrads belägring 1941–44. Andra har jämfört med Sarajevo och Beirut, två andra storstäder som fått genomlida mångåriga strider. År 2016 beräknas cirka 40 procent av Aleppos bebyggelse ha skadats eller helt förstörts.
Hösten 2015 ingrep Ryssland på Syriens sida i konflikten, vilket förvärrade flygangreppen mot den oppositionskontrollerade delen av staden. Dessa bombningar hade inletts i större skala redan hösten 2013.

## Demografi

### Befolkning
Aleppos befolkning består mestadels av sunnimuslimska araber, och den sunnimuslimska delen av befolkningen i Aleppo uppgick tills nyligen till 70 procent. Befolkningen är till största delen arabisk, där finns också betydande grupper av assyrier/syrianer, armenier, turkmener och kurder. Assyrier/syrianer och armenier bor i egna kvarter (bland annat Hay El Syrian), där de har skapat ett assyriskt/syrianskt-armeniskt samhälle. Det finns totalt cirka 60 000 assyrier/syrianier i Aleppo.
Staden har den största kristna populationen i Mellanöstern, vilken tills nyligen beräknades till 20 procent (år 2016 har denna andel dock sjunkit till uppskattningsvis 12 procent). Majoriteten av de kristna i Aleppo härstammar ifrån den turkiska staden Urfa, som före 1915 var en till största delen kristen stad.
Vid den senaste syriska folkräkningen 2004 noterades en befolkningssiffra på 2 132 100 för Aleppo.
Följande historiska befolkningssiffror finns noterade för Aleppo:
- 1883 – 99 179
- 1901 – 108 143
- 1922 – 156 748
- 1925 – 210 000
- 1934 – 249 921
- 1944 – 325 000
- 1946 – 340 000[17]
- 1950 – 362 500
- 1960 – 425 467
- 1965 – 500 000
- 1970 – 900 000[17]
- 1983 – 639 000
- 1990 – 1 216 000
- 1995 – 1 500 000
- 2000 – 1 937 858
- 2004 – 2 132 100[1]

Under det syriska inbördeskriget har Syrien som helhet fått en minskande befolkning genom flykt från landet, från (år 2012) 22,5 till (år 2016) 18,2 miljoner. Enligt en FN-rapport minskar Syriens befolkning under det pågående kriget med över 1,5 miljoner årligen.
Den östra stadshalvan av Aleppo har drabbats värst av kriget, och den kvarvarande befolkningen i den delen av staden beräknas 2016 till mellan 40 000 och 300 000. Denna del av staden hade före kriget cirka 1 miljon invånare. I hela Aleppoprovinsen minskade invånarantalet, enligt FN:s kontor för samordning av humanitär hjälp, från 6,1 miljoner invånare 2011 till 4 miljoner 2015.

### Hälso- och sjukvård
Liksom andra delar av Medelhavsområdet drabbades Aleppo år 1348 av digerdöden.
Det pågående (i Aleppo sedan 2012) inbördeskriget har starkt försämrat hälso- och sjukvårdssituationen i staden. I den oppositionskontrollerade östra stadshalvan har de flesta sjukhus och kliniker, efter bombningar eller brist på materiel, tvingats stänga. Enligt rapporter skonar det syriska flyget inte sjukhus och liknande inrättningar i sina bombräder av oppositionens delar av staden. Enligt en källa från den syriska oppositionen har (år 2016) 28 sjukhus, 19 skolor och 11 marknadsplatser i östra Aleppo förstörts eller skadats svårt.

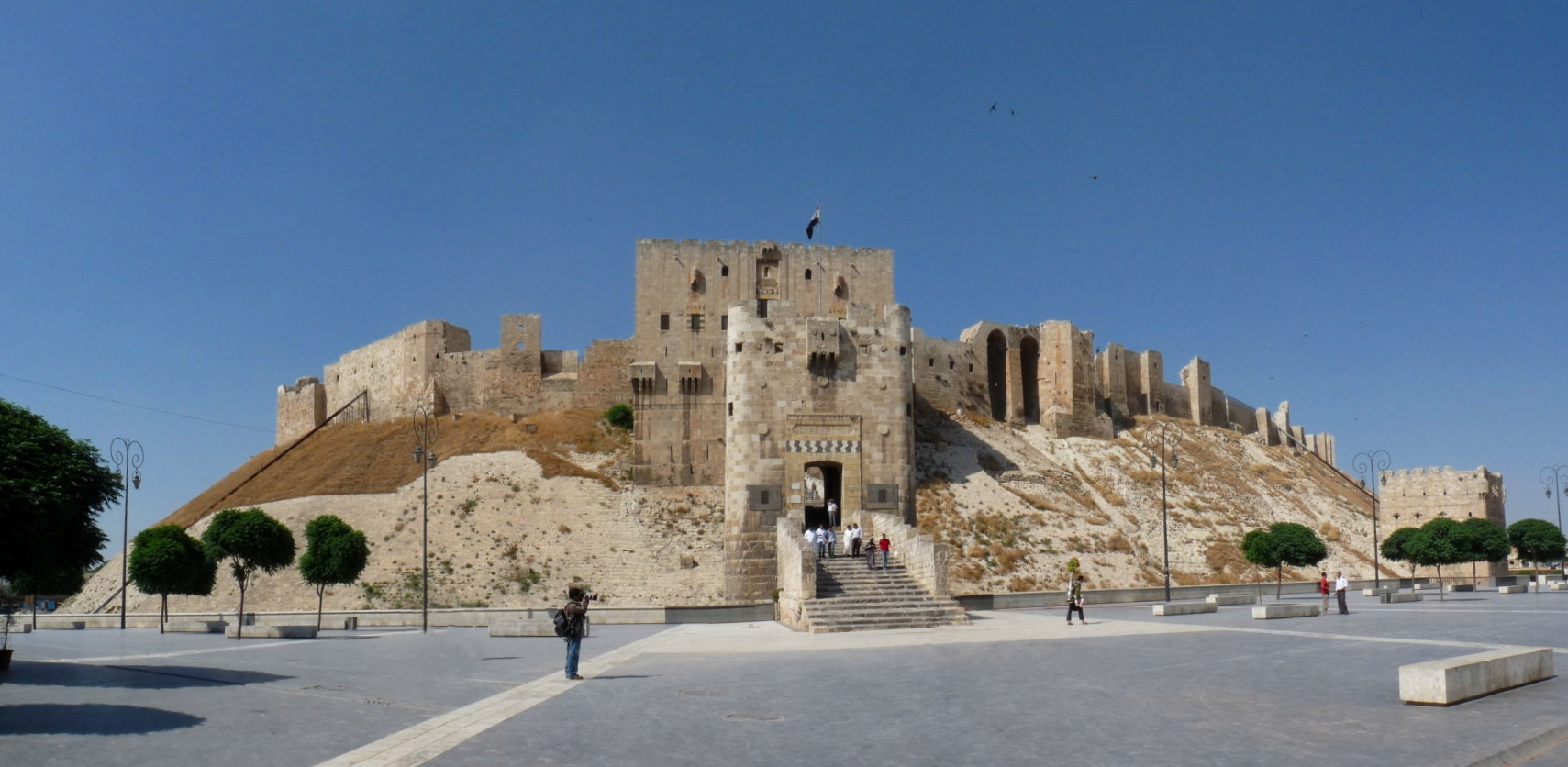
Citadellet i Aleppo (foto: 2010).

## Kultur
Den gamla stadskärnan i Aleppo togs 1986 upp på Unescos lista över världsarv. Den kännetecknas av basarkvarter, vindlande (och ofta överbyggda) gränser och en uppdelningar av stadsdelarna efter de olika folkgrupperna. I centrum finns Aleppos citadell, en bebyggd kulle som varit kärnan i det historiska Aleppo sedan tidig historisk tid. Resterna av ett över 4 000 år gammalt tempel har grävts fram vid citadellet, vars byggnader idag härrör från medeltiden.
Aleppos stadskärna och dess historiska bebyggelse har under det pågående inbördeskriget skadats svårt, bland annat av artilleribeskjutning och bombräder. År 2016 har alla Syriens sex världsarv förstörts eller skadats svårt, inklusive förstörelse av 60 procent av den gamla staden i Aleppo.
Den stora moskéns minaret (byggd på 1000-talet) i Aleppo förstördes i april 2013.
2016 inleddes ett projekt som syftar till att återuppbygga/rekonstruera den historiska staden Aleppo. Projektet drivs vid Budapests Central European University's Centre for Conflict, Negotiation and Recovery, där man på olika sätt dokumenterar stadens utseende då och nu och utarbetar olika modeller för att kunna återskapa byggnader i framtiden.

### Aleppo i kulturen
Staden omnämns på ett antal ställen i olika europeiska litterära verk, bland annat i William Shakespeares Macbeth och Othello. På Shakespeares tid var Aleppo en viktig handelsstad i handeln mellan öst och väst.
Inledningen i Agatha Christies deckare Mordet på Orientexpressen utspelar sig på järnvägsstationen i Aleppo: "It was five o'clock on a winter's morning in Syria. Alongside the platform at Aleppo stood the train grandly designated in railway guides as the Taurus Express."

### Källförteckning
- Aleppo i Nordisk familjebok (andra upplagan, 1904)